# Malthinus dentatofemoralis
Malthinus dentatofemoralis es una especie de coleóptero de la familia Cantharidae.

## Distribución geográfica
Habita en Nepal.